# Andreea Banica
Andreea Banica (21 de junho de 1978, Constança, Roménia) é uma cantora, dançarina, compositora, e modelo romena.

## Biografia
Filha de Maria Banica, mãe solteira, Andreea Banica Mitrea cresceu em um bairro de classe-média de Eforie Sud, no estado de Constanţa, na Roménia, tendo como única irmã Ramona Banica Slave. Embora não tenha nascido em uma família de artistas, Andreea nutriu desde sua infância o sonho de ser famosa, passando a frequentar aulas de canto desde seus 4 anos de idade. Em 1985, aos seis anos conheceu Adrian Paunescu, que dirigia um clube de música preparatório. No mesmo ano se inscreveu no Festival de Música Cântarea României, no qual mentiu que tinha 8 anos, idade mínima exigida pelo evento, ganhando o primeiro lugar naquele ano e no ano seguinte, 1986, quando voltou a se inscrever no festival. Na mesma época Andreea passou a frequentar aulas de piano, onde ficou por dois anos, e aulas de canto profissional, onde permaneceu por mais quatro anos, além de continuar participando de festivais de música por toda Romênia.

## Carreira

### 1998-2000 — Carreira com Exotic
Em 1998, após inúmeros festivais de música, Andreea participou do Festival de Mamaia, onde conheceu Claudia Patrascanu e Iulia Chelaru, com quem desenvolveu grande amizade e afinidade com os gostos musicais, montando um grupo chamado Exotic. No mesmo ano o grupo assinou contrato com a gravadora MediaPro Music, lançando seu primeiro álbum, intitulado Sexxy, de onde foram retirados os singles "Uita-ma" e "Sexy", sendo que ano ano seguinte, 1999, o grupo lançou seu segundo álbum, Pasional, retirando apenas um single, "Un sarut". No início de 2000, insatisfeitas com a formação, o grupo anunciou seu fim e terminando assim o contrato com a MediaPro Music.

### 2000-2006 — Carreira com Blondy
Em 1 de fevereiro de 2001 Andreea e sua amiga Cristina Rus formaram um novo grupo feminino, Blondy,  lançando o primeiro single do grupo, "Nu Meriti Dragostea Mea", que em pouco tempo se tornou uma das mais tocadas pelas rádios da Roménia. Em 21 de maio é lançado o primeiro álbum do grupo, Atat de Aproape, em um show realizado na casa de shows ClubMaxx, na cidade de Bucareste. O álbum, que explora a sonoridade electropop e house music, trazia 11 faixas em sua primeira composição, sendo relançado meses mais tarde com dois remixes, de onde foram retirados mais dois singles, Iubeste-ma e Numele tau. 
Em 12 de junho de 2002 o grupo lançou seu segundo álbum, O parte Din Tine, trazendo 16 faixas sendo cinco delas remixes, onde foram retirados os singles "Doar o Noapte" e "Vreau Sa Mai Stai Doar o Zi, com participação do cantor Directia 5. Em 20 de setembro de 2003 Andreea e Christina lançam seu último álbum juntas, intitulado, Dulce si amar, de onde foram retirados apenas os dois singles "Cu Tine Vreau Sa Traiesc" e "Te-Am Iubit" com participação do cantor MC H. Em 2004, após diversas discussões, Cristina Rus anunciou que estaria saindo do Blondy, deixando Andreea por conta própria.
Em 1 de janeiro de 2005 Andreea lançou seu primeiro álbum solo, Dansez, Dansez sendo também o quarto e último lançado com o nome de Blondy,  finalizando o trabalho com o grupo que agora contava apenas com a cantora, cumprindo assim o contrato que previa o lançamento de quatro trabalhos assinados como Blondy. O álbum trazia os sucessos do grupo, com algumas canções inéditas reunidas em dez faixas, vendendo em torno de 15 mil cópias, ganhando assim certificado de ouro pelo IFPI. O primeiro single retirado do álbum, "Dansez, Dansez", composto e produzido por Laurentiu Duta, havia sido lançado um mês antes, em 2 de dezembro de 2004, alcançando a quinta posição, sendo que em 2 de abril de 2005 é lançado o segundo single, "Indragostiti" e, em 30 de junho o re-lançamento do single "Dulce Si Amar".

### 2007-presente — Carreira solo
Em 2007 a Andreea passou por uma renovação em sua carreira, ao começar a assinar com seu nome verdadeiro, deixando o título Blondy de seu antigo grupo para trás. Além disso a cantora deixou de lado a maquiagem pesada e as roupas burlescas para se adequar a um padrão pop glamuroso e moderno, inspirado em cantoras como Madonna, Jennifer Lopez e Kylie Minogue. Em 1 de abril a cantora lança seu novo single, "Fiesta", alcançando o primeiro lugar na Romanian Top 100 e fazendo com que a cantora fosse indicada ao MTV Romania Music Awards. Em 25 de maio é lançado seu primeiro álbum com seu verdadeiro nome, intitulado Rendez-vous, trazendo doze faixas produzidas por Laurentiu Duta, Marius Moga e Sandy Deac, além de trazer composições de Simplu, Laurentiu Duta e Taraful din Clejani, conhecidos compositores romenos. O álbum em poucas semanas  alcançou o primeiro lugar dentre os mais vendidos, alcançando certificado de ouro pelo IFPI.
Em 2 de agosto é lançado o segundo single, o homônio "Rendez-vous", alcançando novamente o primeiro lugar na na Romanian Top 100 e fechando o ano como a quinquagésima quinta canção mais tocada de 2007. Em 30 de novembro Andreea lança o terceiro e último single de seu segundo álbum, a canção "Incredere", alcançando o décimo primeiro lugar.
Em 20 de junho de 2008 Andreea lança o single "Hooky Song", uma parceria com o cantor romeno Smiley, alcançando com ele o décimo quinto lugar e tendo seu videoclipe lançado em 13 de julho com exclusividade pela MTV. Em 15 de março de 2009 a cantora volta a figurar as primeiras posições do Romanian Top 100 ao lançar o single "Le Ri Ra", alcançando a terceira colocação na parada da Roménia. O videoclipe do single é lançado em 6 de abril de 2009, novamente pela MTV, fazendo menssões indiretas à cantora Madonna.
Em 20 de outubro de 2009 é lançado o single "Samba", uma parceria entre Andreea e o cantor romeno Dony, ex-vocalista da banda Refflex, alcançando em 4 de janeiro de 2010 sua maior posição, o oitavo lugar no Romanian Top 100. A canção faz referência ao Samba, ritmo brasileiro conhecido pelo Carnaval, sendo que no videoclipe oficial, lançado em 13 de novembro de 2009, Andreea aparece vestida com uma fantasia carnavalesca, arriscando passos de escola de samba, além de contar com um capoeirista brasileiro participando do vídeo.  Em 11 de junho de 2010 a cantora lança "Love in Brazil", canção composta por Adrian Sina e produzida por Akcent, fazendo mais uma vez referências ao Brasil e ao modo de vida brasileiro, citando na canção além das praias e das festas, a beleza contida nos homens e mulheres brasileiros. O videoclipe do single, lançado em 14 de julho de 2010 foi gravado em praias romenas-Mamaia, sendo comparado com o videoclipe Stereo Love de Edward Maya e Vika Jigulina, cantores também da Roménia.

## Vida pessoal
Andreea nasceu em um bairro de classe-média de Eforie Sud, no estado de Constanţa, na Roménia, filha de filha de Maria Banica, mãe solteira, não tendo conhecido o pai que havia abandonado sua mãe pouco tempo depois de seu nascimento, e tendo ainda como única irmã Ramona Banica Slave. Apesar de nunca ter sido rica, Andreea e a irmã sempre tiveram seus desejos atendidos quando possíveis por sua mãe, sendo que Andreea frequentou por dois anos aulas de piano e por quatro anos aulas de canto profissional. Paralelamente com as apresentações em festivais de música na Roménia quando jovem, antes de integrar o grupo Exotic, Andreea trabalhou como modelo e dançarina, além de exercer outras profissões fora área artistica por pouco tempo.
Em 1994 Andreea conheceu Lucian Mitrea, seu primeiro e único namorado com quem veio a se casar em 2007, depois de 13 anos de relacionamento, em Bucareste, na Roménia. O casal chegou a protagonizar uma das cenas mais polêmicas no país quando Andreea foi flagrada praticando sexo oral enquanto Lucian dirigia em seu carro. No final de 2008 Andreea anunciou que estava grávida e, em 7 de maio de 2009 a cantora deu à luz sua primeira filha, Sofia Maria Banica Mitrea na Euroclínica de Bucareste.

## Discografia

### Álbuns em estúdio
- 2005: Dansez, Dansez
- 2007: Rendez-vous

### EP
- 2010: Love in Brazil